# 斯科特·汉密尔顿
斯科特·汉密尔顿（英語：Scott Hamilton，1958年8月28日—），美国花样滑冰运动员。他是1981年至1984年世界花样滑冰锦标赛男子单人滑连续四届冠军和1984年第十四届冬季奥林匹克运动会冠军。退役后他创立了冰上群星世界花样滑冰明星表演团，并成为著名体育评论员，经常参与美国CBS电视台和NBC电视台花样滑冰节目的解说。

## 生平

### 早年生活
斯科特·漢密爾頓生於俄亥俄州托萊多（Toledo），六周時被鮑林格林州立大學的教授桃樂絲（Dorothy，娘家姓麥英塔許McIntosh）與恩內斯特·S·漢密爾頓（Ernest S. Hamilton）夫婦領養，並在鮑林格林長大。他有兩名手足，大姊蘇珊是雙親親生，弟弟史蒂芬（Steven）也是養子。他就讀於肯伍德小學（Kenwood Elementary School）。
漢密爾頓兩歲時患上神祕的疾病，因此停止生長。他經歷了數次檢驗與診斷失誤（如有次被誤診為患有囊腫性纖維化，生命只剩下六個月），才找到病因。漢密爾頓被家庭醫師轉診到波士頓兒童醫院，雖然不知當時是否由施瓦奇曼醫師看診，但他被確診為施瓦奇曼－戴蒙症，之後採取了特殊的飲食和運動訓練，才得以痊癒。他在業餘生涯的顛峰，僅有108磅（49）重、5英尺2.5英寸（1.59）高，後來方長到5英尺4英寸（1.63）公分。

### 滑冰生涯
十三歲那年，漢密爾頓開始接受前奧運雙人滑冠軍皮埃尔·布吕内訓練。然而訓練費用高昂，1976年他就讀鮑林格林大學時，幾乎要放棄滑冰。幸而海倫與法蘭克·麥克萊尼出面金援，讓他能繼續受訓。後來漢密爾頓與麥克萊尼合作，繼續這項援助花式滑冰的慈善事業。
1980年，漢密爾頓在美國錦標賽獲得季軍，得以進入美國奧運代表團。他在1980年冬季奧運會擔任美國隊的開幕式掌旗官，並在比賽中得到第五名成績。1981年美國錦標賽中，他的表演堪稱完美，結束前獲得觀眾起立鼓掌。自此，他從未在業餘賽事中失手。這一年，他也奪得世界錦標賽冠軍。1982與1983年，他衛冕美國錦標賽冠軍。他於1984年冬季奧運會奪冠，亦在同年世錦賽中再度奪金。1984年4月，他轉為職業表演者。

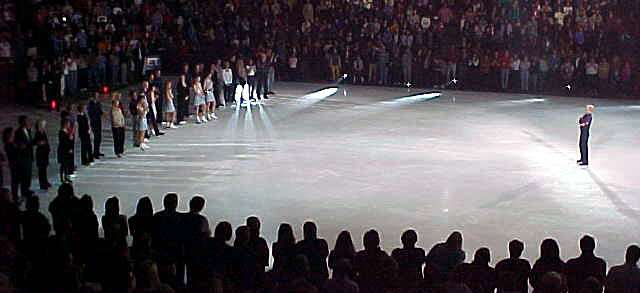
漢密爾在冰上之星巡演的告別演出

轉職業後，漢密爾頓參與冰之惡作劇巡演兩年，然後成立「斯科特·漢密爾頓美國巡演」，不久更名「冰上之星」。他不僅是創辦人之一，還身兼製作人與表演者，於「冰上之星」巡演十五年，直至2001年退休（退休後他仍偶爾客串演出）。
他曾得到許多滑冰獎項，如1988年他成為第一位獲得賈克·伐瓦爾獎的男子單人滑選手。1990年，他被選進美國奧運名人堂。
1993年，美聯社公開一項調查結果，顯示漢密爾頓是美國最受歡迎的八位運動員之一，其他七位運動員分別是麥可·喬丹、魔術強森、特洛伊·艾克曼、丹·馬里諾、韋恩·格雷茨基、祖·蒙坦拿，以及諾蘭·萊恩。
1985年起，漢密爾頓成為CBS轉播滑冰賽事的評論員，亦曾為NBC工作。2006年，他成為FOX電視台節目《與名人滑冰》（ITV節目《花樣冰舞》的美國版）的主持人。
漢密爾頓長期擔任特殊奧運會的義工，目前是國際特殊奧運會大使暨董事會成員。

## 影視演出與書籍寫作
漢密爾頓為電視動畫《山丘之王》其中一集〈與狗共舞〉裡的狗舞蹈評論員配音。
他也曾在電影《冰刀雙人組》中短暫現身。

## 榮譽
- 1985年 – 漢密爾頓獲費城體育作家協會（英语：Philadelphia Sports Writers Association）頒發1984年最勇敢運動員獎[8]。
- 1990年 – 願望成真基金成立十周年，漢密爾頓被認為是該基金第一位「年度協助實現願望名人」。
- 1996年 - 漢密爾頓獲頒美國體育學院（英语：United States Sports Academy）的米爾德里德（寶貝）·迪里克森·薩哈蕾亞斯勇氣獎（Mildred "Babe" Didrikson Zaharias Courage Award），以表彰他在運動中以勇氣克服困境[9]。
- 1996年 - 漢密爾頓獲頒成就學院金盤獎（英语：Academy of Achievement）。

## 私生活
1997年，漢密爾頓對睪丸癌公開宣戰，他在完成治療後回到冰場，這段故事也登上雜誌與電視節目。
2002年11月14日漢密爾頓與營養師崔西·羅賓森（Tracie Robinson）結婚，婚後育有二子艾丹·麥英托許·漢密爾頓（Aidan McIntosh Hamilton，生於2003年9月13日）與麥克斯·湯瑪斯·漢密爾頓（Maxx Thomas Hamilton，生於2008年1月21日），並養了一隻叫波吉（Boogie）的狗，他們一家定居田納西州富蘭克林。

## 政治觀點
2012年，漢密爾頓公開支持共和黨的總統參選人米特·羅姆尼。

## 宗教信仰
漢密爾頓是一個基督徒，對於他的信仰他說，“我深知當你與主耶穌有親密的關係，你就可以面對任何的情況。......上帝會帶領你經過各種艱難的困境，每一次，真的是每一次，祂都與你同在。”(Kumar, Anugrah (January 28,2012)."How Olympic Gold Medalist Scott Hamilton Found Jesus")

## 歷年節目
| 賽季      | 短節目 | 自由滑                                                         | 表演                                            |
| --------- | ------ | -------------------------------------------------------------- | ----------------------------------------------- |
| 1983–1984 |        | - 序曲 喬治·杜克作曲 - 忍 廣島樂團演奏 - 天鵝湖 柴可夫斯基作曲 | - 你總是傷害你愛的人 史派克·瓊斯演唱 - 奇異恩典 |

## 賽事成績
| 賽事       | 1976–77 | 1977–78 | 1978–79 | 1979–80 | 1980–81 | 1981–82 | 1982–83 | 1983–84 |
| ---------- | ------- | ------- | ------- | ------- | ------- | ------- | ------- | ------- |
| 冬奧       |         |         |         | 5th     |         |         |         | 1st     |
| 世錦賽     |         | 11th    |         | 5th     | 1st     | 1st     | 1st     | 1st     |
| 美國錦標賽 |         | 3rd     | 4th     | 3rd     | 1st     | 1st     | 1st     | 1st     |
| 美國盃     |         |         |         | 1st     |         | 1st     | 1st     |         |
| 加拿大盃   |         |         |         |         | 1st     |         |         |         |
| NHK盃      |         |         |         | 4th     |         |         | 1st     |         |
| 霧笛盃     | 2nd     |         |         |         |         |         |         |         |